# Eugen Aburel
Eugen Bogdan Aburel (n. 23 ianuarie 1899, Galați - d. 16 decembrie 1975, București) a fost un medic român, obstretician și chirurg renumit al vremii, inovator în unele tehnici chirurgicale ginecologice. S-a remarcat prin studiile asupra anatomiei și fiziologiei inervației senzitive a organelor genitale feminine, dar și prin introducerea unor metode originile de analgezie a conducției la naștere, formulând în acest sens unele prinicipii în anestezia locală continuă (Prof. Lull și Hingson în Controlul durerilor de naștere, 1945 menționează paternitatea profesorului Aburel în identificarea principiului anesteziei continui). A contribuit la studierea psihoprofilaxia durerilor nașterii, a preconizat rezecția nervului presacrat în tratamentul vărsăturilor grave cauzate de sarcină, a studiat dinamica endometrului și a elaborat o metodă de apreciere a excitabilității uterine. A cercetat declanșarea nașterii prin puncția amniotică precum și perfuzia intersegmento-ovulară.

## Viața
Se naște la Galați în 1899. Tatăl, dintr-o familie de armeni din Moldova, cu ramificații la Galați, Focșani, Panciu, încă de la începutul secolului al XIX-lea. Mama, descendentă din familia mitropolitului Veniamin Costache. Numele Aburel apare între anii 1924-1942 pe lista abonaților revistei de cultură armeană „Ararat” de sub direcția lui V. Mestugean. 

## Activitate profesională
Între anii 1919-1924 este aspirant și asistent în cadrul secției de Anatomie a Facultății de medicină din Iași, iar în anul 1922 este medic intern, cu concurs, la maternitatea Grigore Ghica din Iași. În 1923 devine doctor al aceleiași facultăți, susține lucrarea cu titlul Contribuții la tratamentul infecției puerperale. Din 1928, studiază doi ani în Franța ca „Asistent étranger” la clinica de Obstetrică-ginecologie „Tarnier” din Paris. În aceași perioadă este intern supleant și apoi asistent la Maternitatea „Boucicault” din Paris. Se întoarce în țară ca suplinitor al Profesorului Zaharescu-Karaman în funcția de director al Institutului clinic obstetrical „Grigore Ghica Vodă” (1933-1934), iar din 1934 este doctor docent. În 1933 este raportor la Congresul de Obstetrică din București și colaborator la „Revue Francaise de Gynécologie et d’obstetrique de Paris”. Între 1935-1946 Aburel este profesor de clinică în Institutul din Iași și din 1951 până în 1969 este profesor la clinica de obstetricoginecologică la Institutul de Medicină și Farmacie din București.
Activează și în diverse foruri medicale interne și internaționale de specialitate, îndeplinind diverse funcții: președinte al Societății studenților în medicină din Iași (1921-1922), membru al Societății de obstetrică și ginecologie din Paris (1929), membru al Societății franceze de ginecologie (1930), membru al Asociației mondiale pentru prevenirea cancerului uterin (1965), membru corespondent al Academiei de medicină din Paris (1968).

## Lucrări
- Contribuție la tratamentul infecției puerperale (1923)
- Abces apendicular la stînga (1927)
- Considerații asupra durerii în obstetrică (1932)
- Recherches sur les glandes endocrines pendent la vie intrautérine chez l'homme (colaborator, 1939)
- Ginecologia (coordonator, 1959)
- Obstetrică și ginecologie (coordonator, 1971)
- La tuberculose génitale de la femme (colaborator, 1971)

## Distincții
- Ordinul Muncii clasa a II-a (1 iunie 1955) „pentru munca deosebită depusă în sectorul lor de activitate și cu ocazia zilei de 1 iunie, Ziua Internațională a Copilului”[3]
- titlul de Profesor universitar emerit al Republicii Socialiste România (26 iunie 1969) „în semn de prețuire a personalului didactic pentru activitatea meritorie în domeniul instruirii și educării elevilor și studenților și a contribuției aduse la dezvoltarea învățămîntului și culturii din patria noastră”[4]